# 法老的雪茄
法老的雪茄 （法語： Les Cigares du pharaon；英語：Cigars of the Pharaoh）是丁丁歷險記的第四部作品。作者是比利時漫畫家埃爾熱。故事的主要舞台是在埃及，故事主線圍繞著販毒展開。在本作中，丁丁後面歷險故事的兩位主角拉斯泰波波羅斯（故事的頭號反派角色）和湯姆森湯普森首次亮相。實際上丁丁歷險記的第五部作品——也是該作的下一部作品——《蓝莲花》可視為是本作的延續。

## 故事簡介
丁丁第一次來到埃及，無意間發現毒品走私犯罪集團的賊窩，更在陰差陽錯下到了阿拉伯和印度，與惡勢力一次次周旋，將毒品走私幫一點點曝光。究竟法老、雪茄和販毒有甚麼關係？丁丁又能否成功打擊罪犯？……